# Robert Weber (Autor)
Robert Weber (* 1. Januar 1938 in Pawlowski-Possad, Oblast Moskau, Sowjetunion; † 2009 in Augsburg) war ein russlanddeutscher Schriftsteller und Übersetzer.

## Leben
Während des Zweiten Weltkrieges kam Robert Weber nach Karabanowo hinter den Ural, wo er die Mittelschule abschloss und dann als Elektriker arbeitete. Er begann ein Medizinstudium in Moskau, das er jedoch nach drei Jahren abbrach. Von 1961 bis 1966 studierte Weber in Moskau Anglistik und Germanistik. Danach arbeitete er als Fremdsprachenlehrer und veröffentlichte Gedichte und Erzählungen in deutscher Sprache.
Im Jahre 2000 siedelte Robert Weber nach Deutschland um. Er lebte in Augsburg und arbeitete als Schriftsteller und Übersetzer.

## Lyrikbände
- Vom Herz- und Uhrschlag. Moskau: Progress 1975
- Spitzenzeiten. Moskau: Progress 1982
- Wer lenkt die Welt? Moskau: Raduga 1986 ISBN 5-05-001533-2

## Prosa-Anthologie
- Wo bist du, Vater? : Russlanddeutsche Prosa. Moskau: Raduga 1994 ISBN 5-05-004698-X

## Übersetzungen (Auswahl)
- Samuil Marschak: Märchen vom dummen Mäuschen. Moskau: Malysch 1970
- Samuil Marschak: Tierchen in Zooquartierchen. Moskau: Malysch 1980